# 人間 (雑誌)
『人間』（にんげん）は、敗戦後の日本文学界の一時期を風靡した文藝誌。発行元は鎌倉文庫、のち目黒書店。

## 概要
1945年12月20日、川端康成と久米正雄により創刊された。川端の意向で、編集長には木村徳三（もともと改造社時代の『文藝』の編集長だった）が就任。
経営側に鎌倉文士の多くが揃っていた上、敗戦直後の混乱により資料が散逸し、大御所の連絡先しか判明しない状態だったため、創刊号の執筆陣は小宮豊隆・吉川幸次郎・中村光夫・宇野浩二・辰野隆・高見順・今日出海・菊池寛・谷川徹三・坪田譲治・永井荷風・呉茂一・宮城道雄・久米正雄・大佛次郎・北原武夫・正宗白鳥・川端康成・島木健作・林芙美子・里見弴・吉井勇・室生犀星・高浜虚子といった豪華な顔ぶれとなった。活字でさえあれば飛ぶように売れたとすら言われる世相を背景に売上は好調で、印刷した2万5000部はただちに売り切れた。第2号は5万部、第3号は7万部と部数は着実に伸びて行った。
1946年6月、川端の後押しにより、当時無名だった三島由紀夫の短篇「煙草」を掲載し、その後も雑誌として反響を呼んだ。しかし1947年4月、紙の統制で64ページにまでページ数を削減されたため、部数が5万に下落。木村編集長は苦肉の策として、『人間』別冊と銘打ち『人間小説集』を創刊した。
1949年、鎌倉文庫倒産に際して250万円で目黒書店に売却される。目黒書店は教科書専門の出版社だったが、文藝書の分野に進出することを望んでいた。文藝誌編集のノウハウを持たない目黒書店のため、木村と3人の編集部員が引き続き『人間』の編集にあたることとなった。

## 衰退から休刊へ
1950年、目黒書店から新年号を発行。8～12月号に、木村の改造社時代の上司小川五郎（筆名高杉一郎）のシベリア抑留記「極光（オーロラ）のかげに」を連載し、大きな反響を呼ぶ。
しかし、1950年の末から部数が再び落ち始めた。木村はその原因を、朝鮮戦争勃発を受けての好況によって日本の社会風潮が現実主義的になり、『人間』の理想主義的編集方針が合わなくなったためではないかと分析した。
さらに、大掛かりな受験参考書シリーズの失敗により目黒書店の経営状態が悪化、1950年4月には自転車操業が始まっていた。『人間』の部数は3万に低下し、社員の月給の支払いが遅延し始め、執筆者への原稿料の支払いも渋滞がちになった。三島の恩人ともいうべき木村編集長が光クラブ事件の小説化を三島に依頼して謝絶され、歴史的名作『青の時代』を新潮社に攫われる結果となったのも1950年のことだった。
やがて目黒書店が不渡り手形を出したため、1951年8月号を最終号として『人間』は廃刊になった。